# Beatlemania
Beatlemania là khái niệm để nói về hiện tượng hâm mộ The Beatles trong những năm 60 của thế kỷ 20 (trong tiếng La-tinh, mania có nghĩa là đam mê) vào quãng thời gian những thành công đầu tiên của họ. Khái niệm này gần với Lisztomania để nói về việc cuồng các buổi biểu diễn của nghệ sĩ piano, nhạc sĩ Franz Liszt ở thế kỷ 19.
Andi Lothian, một nhà sản xuất âm nhạc người Scotland, nói rằng ông là người đầu tiên đề cập tới từ này trong buổi diễn của The Beatles tại nhà hát Caird ngày 7 tháng 10 năm 1963 trong chuyến lưu diễn của ban nhạc tại Scotland, và sau đó trên tờ Daily Mirror số ngày 15 tháng 10 nói về buổi diễn trước đó của The Beatles tại Cheltenham.
Beatlemania trở nên phổ thông sau khi The Beatles có buổi trình diễn tại The Ed Sullivan Show năm 1964. Điều đó được củng cố bằng sự cuồng nhiệt của người hâm mộ trong suốt buổi diễn cũng như trong quá trình đi lại từ nơi này sang nơi khác của ban nhạc. Hiện tượng ngày một lớn mạnh cùng với doanh thu của The Beatles tại Mỹ. Trong vòng 6 năm rưỡi trong khoảng từ khi đĩa đơn "I Want to Hold Your Hand" và album Let It Be phát hành, The Beatles có tới tận 59 tuần ngự trị ở vị trí số 1 của bảng xếp hạng đĩa đơn, cùng với đó là 116 tuần thống trị bảng xếp hạng album LP. Hơn nữa, họ còn là nghệ sĩ bán đĩa đơn chạy nhất trong vòng 6 tuần, cũng như là nghệ sĩ bán album chạy nhất trong vòng 3 tuần tại đây.
Beatlemania là giai đoạn mở đầu đầy quan trọng đưa The Beatles nổi tiếng toàn thế giới và có những trải nghiệm âm nhạc đầu tiên. Thành công của ban nhạc trong giai đoạn này được đánh dấu bởi công sức không thể thay thế của nhà quản lý Brian Epstein.

## Sử dụng tương tự
Từ này được sử dụng lại rất nhiều trong hoàn cảnh mà người hâm mộ muốn nói tới một nghệ sĩ trình diễn lại một ca khúc của The Beatles..
Sau này, hậu tố -mania trở thành một từ để chỉ định những hiện tượng hâm mộ khác, chẳng hạn như Rollermania trong những năm 70 cho ban nhạc The Bay City Rollers, Menudomania trong những năm 80 cho nhóm nhạc Mỹ La-tinh Menudo, Spicemania trong những năm 90 dành cho các cô gái của Spice Girls. Hay là fan của anh chàng Justin Bieber từng được giới báo chí gọi với cái tên Biebemania.
Ở môn vật chuyên nghiệp, chiếc cờ pay per view của WWE có ghi dòng chữ WrestleMania. Trong thời kỳ nổi tiếng của Hulk Hogan, người ta cũng đề cập tới khái niệm Hulkamania. Ngày nay, hậu tố -mania dành để chỉ cho những hiện tượng nhất thời trở nên nổi tiếng rộng rãi.